# Håleniusita-(Ce)
La håleniusita-(Ce) és un mineral de la classe dels halurs. Rep el nom per ser l'anàleg de ceri de l'håleniusita-(La), en honor al professor Ulf Hålenius (n. 1951), director del departament de mineralogia del Museu d'Història Natural d'Estocolm, a Suècia.

## Característiques
La håleniusita-(Ce) és un mineral de fórmula química (Ce,La)OF. Va ser aprovada com a espècie vàlida per l'Associació Mineralògica Internacional l'any 2021, sent publicada l'any 2022. Cristal·litza en el sistema isomètric.
Les mostres que van servir per a determinar l'espècie, el que es coneix com a material tipus, es troben conservades a les col·leccions mineralògiques del Museu d'Història Natural del Comtat de Los Angeles, a Los Angeles (Califòrnia) amb el número de catàleg: 76144, 76145 i 76146.

## Formació i jaciments
Va ser descoberta al volcà Água de Pau, a São Miguel (Açores, Portugal), tot i que podria haver estat descrita també a d'altres indrets d'Europa.